# Premio Nacional de Literatura de Colombia
El Premio Nacional de Literatura es un premio literario entregado anualmente a escritores colombianos. Los lectores de la Revista Libros y Letras postulan a los escritores y posteriormente eligen el ganador.No interviene un jurado.
- 2002 Germán Espinosa
- 2003 David Sánchez Juliao
- 2004 Manuel Zapata Olivella
- 2005 R.H. Moreno Durán
- 2006 William Ospina
- 2007 Laura Restrepo
- 2008 Jairo Aníbal Niño
- 2011 Mario Mendoza
- 2012 Evelio Rosero
- 2013 Jorge Eliécer Pardo